# Moritz Gottlieb Saphir

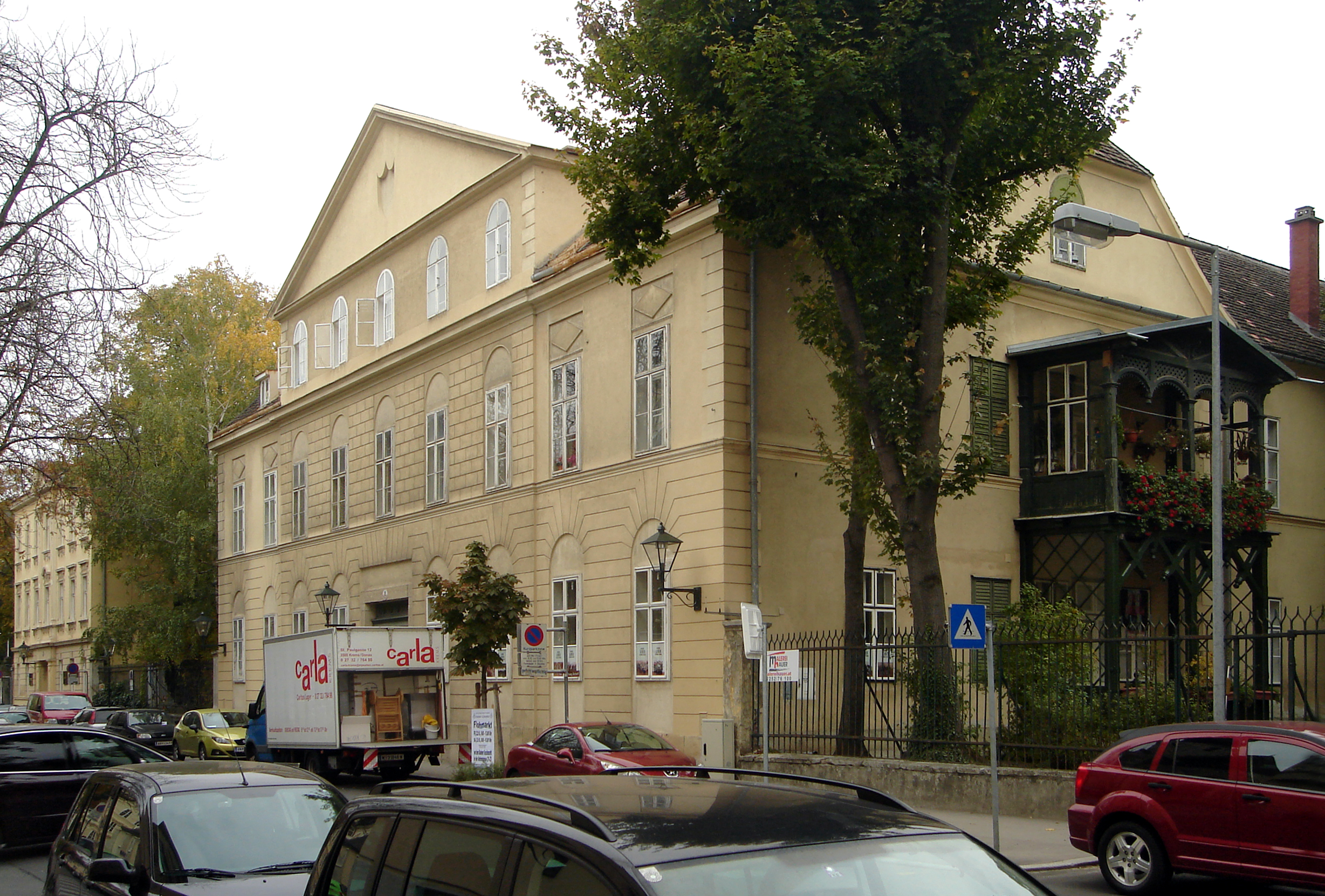
Maison dans laquelle décède Saphir, à Baden, Kaiser-Franz-Ring 11

Moritz Gottlieb Saphir (né le 8 février 1795 à Lauschbrünn et décédé le 5 septembre 1858 à Baden), souvent nommé Moses Saphir, est un écrivain et journaliste satirique autrichien.

## Biographie
Moritz Gottlieb Saphir est le fils de l'épicier Gottlieb Saphir, qui portait auparavant le prénom d'Israel, et de sa femme Charlotte Brüll. Lors de la régence de l'empereur Joseph II, les sujets juifs reçoivent en effet un nouveau nom de famille. Moritz Gottlieb est envoyé à Pressburg à l'école talmudique par sa famille afin de devenir rabbin. Il se fâche avec ses parents, et en 1806, il déménage de son propre chef à Prague pour y fréquenter une autre école talmudique.
Peu après, Saphir découvre la littérature européenne et étudie l'anglistique, la germanistique et la romanistique. En 1814, alors qu'il est encore mineur, sa famille lui enlève l'autorisation d'étudier et lui demande de revenir au foyer familial. Toutefois, Saphir n'étant que peu d'aide dans les affaires de son père, on lui permet rapidement de partir pour Pest étudier le latin et le grec ancien. Il y commence sa carrière littéraire. Il fait ses débuts au journal Pannonia. En 1821, il fait paraître son premier livre Poetische Erstlinge, prémices poétiques, un recueil de poèmes à l'accent gai.
L'éditeur Adolf Bäuerle invite Saphir à se rendre à Vienne en 1822 et l'engage dans la rédaction du Wiener Theaterzeitung, le journal du théâtre viennois. Ses critiques théâtrales sans pitié et ses différents essais, lui attirent l'inimitié générale. En 1825, il est expulsé de la ville et déménage à Berlin.
Il y rédige la rubrique Berliner Schnellpost für Literatur, Theater und Geselligkeit, le courrier berlinois rapide pour la littérature, le théâtre et la sociabilité, dans le Berliner Courier. Il publie en 1828 le Berliner Theateralmanachs auf das Jahr 1828, l'almanach du théatre berlinois de l'année 1828. Heinrich Hubert Houben déclare en 1909 que cela représente les véritables débuts du journalisme à Berlin.
Le 9 décembre 1827, Saphir fonde la société littéraire Tunnel über der Spree, tunnel sur la Spree, sur le modèle du Ludlamshöhle, la caverne de Ludlam, dont il était membre à Vienne. Selon Theodor Fontane, Saphir crée cette société afin de lui servir de garde personnelle. Saphir se fait toujours plus d'ennemis à Berlin, si bien que ses collègues du Tunnel ne peuvent plus rien faire pour lui. Le journaliste et dramaturge Karl Schall le provoque ainsi en duel. Saphir ulcère la chanteuse Henriette Sontag par un poème publié dans la Spenersche Zeitung, journal de Spener, et déclenche un nouveau scandale. Des suites, il est emprisonné pour une courte période.
Après sa libération, en 1829, il part à Munich. Il y fonde avec les frères Franckh les magazines Der Bazar, le bazar, et Der deutsche Horizont, l'horizon allemand respectivement en 1830 et 1831. Il reprend à ce moment-là sa plume assassine. Quand il outrage la famille régnante avec ses satires, il est condamné pour lèse-majesté  à une nouvelle peine de prison puis à l'exil une fois sa peine purgée.
Il se rend alors à Paris et devient rapidement célèbre pour ses représentations. Ses performances au salon Bossange lui valent une invitation du roi Louis-Philippe. Il retourne en 1831 à Munich et reprend la rédaction du Bayerischen Beobachter, l'observateur bavarois. L'année suivante, il se convertit à la religion protestante. Ce dernier acte accompagné d'une plus grande retenue, lui permet d'être nommé à l'intendance du théâtre royal bavarois.
En 1834, il retourne à Vienne et écrit à nouveau pour le Theaterzeitung. La création de son propre journal lui est en effet interdite par l'administration. Cet interdit est finalement levé le 1er janvier 1837. Le même jour, Saphir fonde le journal satirique Der Humorist, l'humoriste, qu'il publie jusqu'à sa mort. Lors de la révolution de mars, il est élu à la tête d'un groupe d'écrivains révolutionnaires. Il quitte cependant rapidement ce poste et va se réfugier dans le pays de Bade en attendant que la situation se calme.
Il est par la suite poursuivi jusqu'à la fin de sa vie par la censure. Il fait alors preuve de toujours plus de prudence dans ses écrits en matière politique. Sa fuite dans le pays de Bade et cette prudence font qu'il est qualifié de réactionnaire par la nouvelle génération d'écrivains. Sa rivalité avec Johann Nestroy devient particulièrement célèbre, tout comme son amitié avec Ignaz Franz Castelli. Après la révolution, il voyage en Allemagne, en France et en Autriche pour donner des conférences. Au retour d'un voyage de ce type, sa femme décide de le quitter.
Durant l'été 1858, Saphir va en cure à Baden près de Vienne. Il y décède le 5 septembre à l'âge de 63 ans. Ses derniers mots sont « maintenant c'est fini, je dois continuer ». Le curateur de la succession est l'écrivain Friedrich Hebbel.
Saphir était ami avec l'écrivain Marie Gordon avec laquelle il a une fille.
Sa tombe se trouve au cimetière protestant de Matzleinsdorf à Vienne. Elle est dans le groupe 1 et porte le numéro 168.

## Œuvre
- (de) Deklamatorische Soirée, 1858
- (de) Dumme Briefe, 1834
- (de) Konditorei des Jokus, 1828
- (de) Poetische Erstlinge, 1821
- (de) Ausgewählte Schriften, t. 10, Brünn, Karafiat, 1870

## Traductions françaises
- Saphir, pierre précieuse montée par Alex. Dumas, 1854 Google Livres
- Traductions présentes dans le journal le Mousquetaire en 1854 et 1855. Index des traductions de Saphir publiées dans le Mousquetaire L'ouvrage mentionné ci-dessus rassemble les traductions publiées dans ce journal du 5 février au 5 mars 1854.

## Journaux fondés
- Mitternachtsblatt für den Sternenhimmel der Laune und des Humors, la feuille de minuit pour un ciel étoilé d'humeur et d'humour, en 1830
- Der deutsche Horizont. Ein humoristisches Blatt für Zeit, Geist und Sitte, l'horizon allemand. Un journal humoristique pour le temps, l'esprit et les mœurs. Créé avec Jaquet à Munich. Il existe entre 1831 et 1834.
- Der Humorist. Eine Zeitschrift für Scherz und Ernst, Kunst, Theater, Geselligkeit und Sitte, l'humoriste. Un journal pour blagueurs, sérieux, l'art, le théâtre, l'esprit et les mœurs. Créé avec Bolte à Vienne. Il existe entre 1837 et 1862. Le Humoristisch-satyrischer Volkskalender, calendrier populaire humoristico-satirique, lui est rattaché de 1851 à 1858[4].